# Massakern i Paris 1961

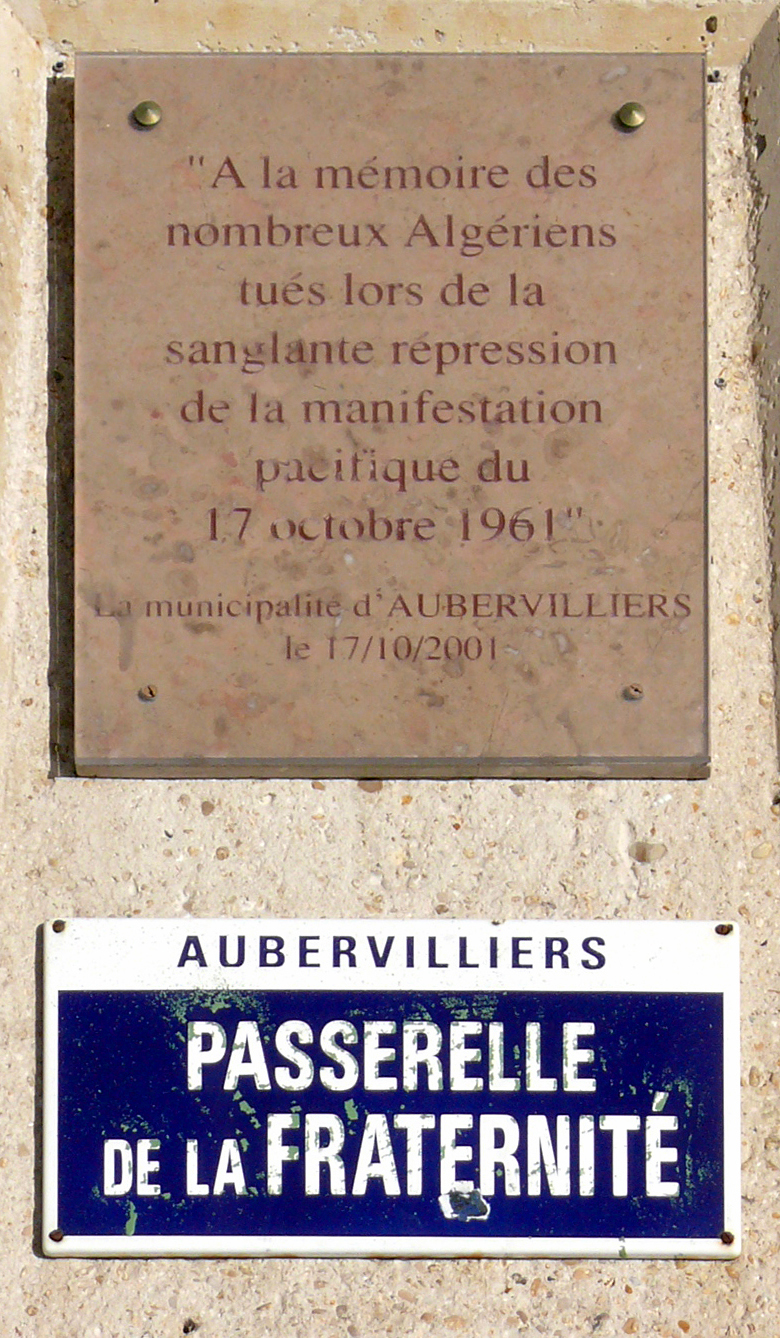
En minnesplakett för algerier som dödades den 17 oktober 1961 av parisiska poliser som agerade på order av polischefen, Maurice Papon.

Massakern i Paris 1961 var en massaker i Paris den 17 oktober 1961 under Algerietrevolten (1954–1962). Enligt order från chefen för den parisiska polisen, Maurice Papon, attackerade den franska polisen en förbjuden demonstration på cirka 30 000 pro-FLN-algerier. Två månader tidigare hade FLN beslutat att öka bombningarna i Frankrike och återuppta kampen mot pro-franska algerier och den rivaliserande algeriska nationalistiska organisationen kallad MNA i Frankrike. Efter 37 år av förnekelse erkände den franska regeringen 1998 de 40 dödsfallen, även om det finns uppskattningar på över 200.

## Händelseförlopp
Massakern den 17 oktober 1961 verkar ha varit avsiktlig, vilket har visats av historikern Jean-Luc Einaudi, som vann en rättegång mot Maurice Papon 1999. Den senare dömdes 1998 anklagad för brott mot mänskligheten för sin roll under den Vichy-kollaborerade regimen under andra världskriget. Officiell dokumentation och ögonvittnen inom Paris-polisen tyder på att massakern var regisserad av Maurice Papon. Polisregister visar att Papon beordrade polismän på en polisstation att vara "subversiva" i dämpandet av demonstrationerna, och försäkrade dem skydd från åtal om de deltog. Många demonstranter dog när de våldsamt vallades av polisen ner i floden Seine. Vissa kastades från broar efter att ha blivit slagna medvetslösa. Andra demonstranter dödades på gården vid Paris polishögkvarter efter att ha gripits och körts dit i polisbussar. Poliser som deltog i morden på gården genomgick försiktighetsåtgärder genom att avlägsna identifieringsnummer från sina uniformer, medan ledande poliser ignorerade andra poliser som chockerades där de bevittnade brutaliteten. Tystnad om händelserna i polishögkvarteret verkställdes ytterligare genom hot om repressalier från deltagande polismän.

## Efterspel
Fyrtio år senare satte Bertrand Delanoë, medlem av Socialistiska partiet (PS) och borgmästare i Paris, upp en plakett till minne av massakern på Saint-Michel-bron den 17 oktober 2001. Hur många demonstranter som dödades är fortfarande oklart, men uppskattningar varierar från 70 till 200 personer. I brist på officiella uppskattningar, fastställer plakatet som högtidlighåller minnet av massakern: "Till minne av de många algerier som dödades under det blodiga undertryckandet av den fredliga demonstrationen den 17 oktober 1961". Den 18 februari 2007 (dagen efter Papons död), framkom önskemål om att en station i Paris tunnelbana, som var under byggnation i Gennevilliers, skulle namnges "17 Octobre 1961" till minne av massakern.